# Tschernihiwka
Tschernihiwka (ukrainisch Чернігівка; russisch Черниговка Tschernigowka) ist eine Siedlung städtischen Typs in der ukrainischen Oblast Saporischschja mit 6100 Einwohnern (2014). Die Siedlung war bis Juli 2020 das administrative Zentrum des gleichnamigen Rajons Tschernihiwka, seitdem gehört das Gebiet zum Rajon Berdjansk.

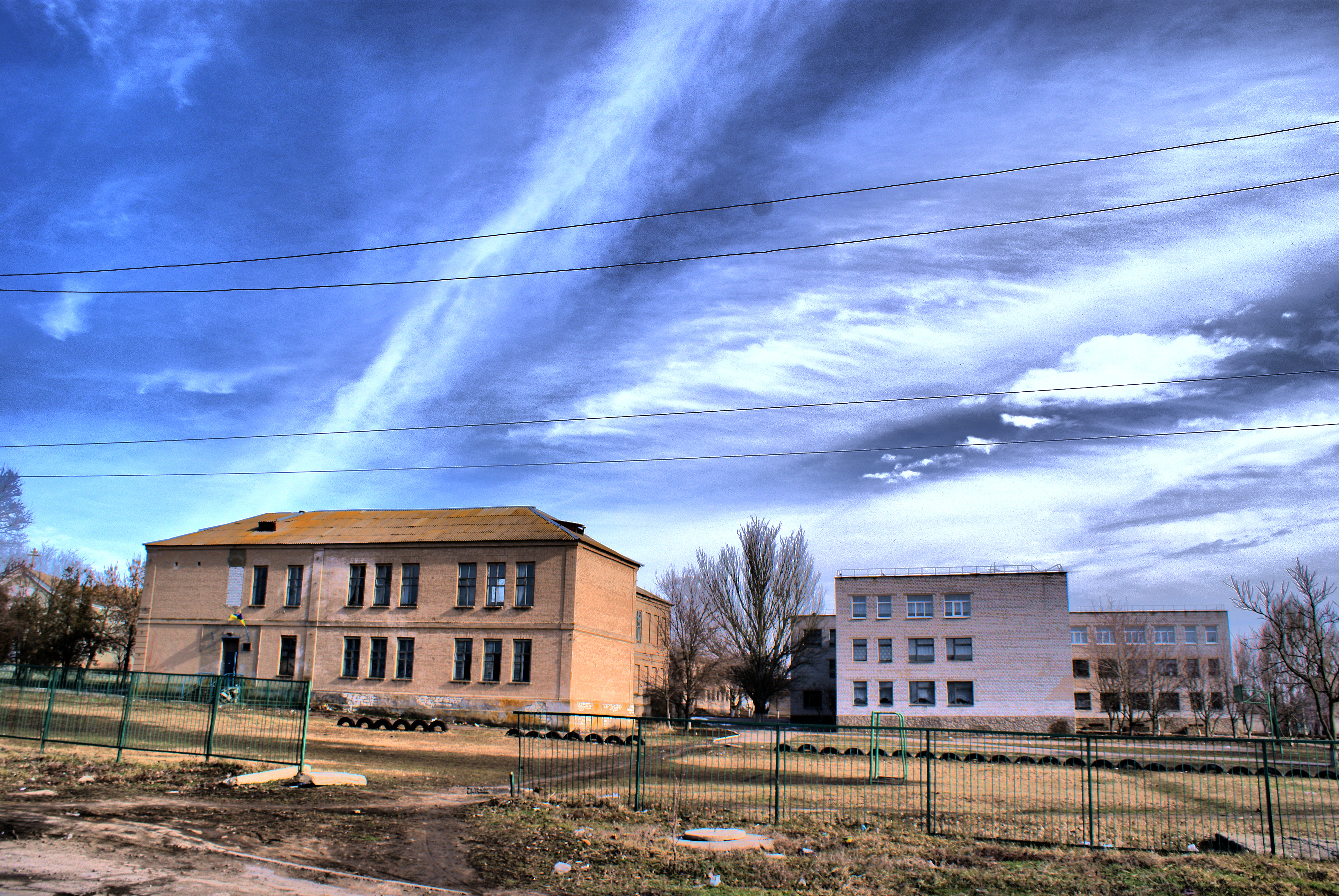
Impression aus Tschernihiwka 2009

## Geographie
Tschernihiwka liegt im Zentrum der Oblast Saporischschja 150 km südöstlich vom Oblastzentrum Saporischschja am Ufer der Flüsse Tokmak (ukrainisch Токмак) und Syssykulak (ukrainisch Сисикулак).
Die Ortschaft liegt an der Fernstraße M 18/ E 105.

## Geschichte
Tschernihiwka wurde 1783 von Staatsbauern aus der Provinz Tschernihiw (daher der Name) gegründet. 1806 betrug die Dorfbevölkerung 2078 Einwohner.
Am 7. Oktober 1941 besetzten Truppen der Wehrmacht den Ort, der von der Roten Armee am 18. September 1943 wieder befreit wurde.
1923 wurde der Ort Rajonzentrum und erhielt 1957 den Status einer Siedlung städtischen Typs.
Im März 2022 wurde der Ort durch russische Truppen im Rahmen des Russischen Überfalls auf die Ukraine eingenommen und befindet sich seither nicht mehr unter ukrainischer Kontrolle.

## Verwaltungsgliederung
Am 31. Oktober 2016 wurde die Siedlung zum Zentrum der neugegründeten Siedlungsgemeinde Tschernihiwka (Чернігівська селищна громада/Tschernihiwska selyschtschna hromada). Zu dieser zählten auch die 36 in der untenstehenden Tabelle aufgelistetenen Dörfer sowie die 4 Ansiedlungen Krasne, Stulnewe Werchnij Tokmak Druhyj und Werchnij Tokmak Perschyj, bis dahin bildete sie zusammen mit den Dörfern Kotljariwka, Mohyljany, Pirtschyne und Tschernihowo-Tokmatschansk sowie den Ansiedlungen Werchnij Tokmak Perschyj und Werchnij Tokmak Druhyj die gleichnamige Siedlungsratsgemeinde Tschernihiwka (Чернігівська селищна рада/Tschernihiwska selyschtschna rada) im Zentrum des Rajons Tschernihiwka.
Seit dem 17. Juli 2020 ist sie ein Teil des Rajons Berdjansk.
Folgende Orte sind neben dem Hauptort Tschernihiwka Teil der Gemeinde:
| Name                       | Name                  | Name                                              |
| ukrainisch transkribiert   | ukrainisch            | russisch                                          |
| -------------------------- | --------------------- | ------------------------------------------------- |
| Balaschiwka                | Балашівка             | Балашовка (Balaschowka)                           |
| Blahodatne                 | Благодатне            | Благодатное (Blagodatnoje)                        |
| Bohdaniwka                 | Богданівка            | Богдановка (Bogdanowka)                           |
| Bojowe                     | Бойове                | Боевое (Bojewoje)                                 |
| Chmelnyzke                 | Хмельницьке           | Хмельницкое (Chmelnizkoje)                        |
| Dowhe                      | Довге                 | Долгое (Dolgoje)                                  |
| Iljine                     | Ільїне                | Ильино (Iljino)                                   |
| Kalyniwka                  | Калинівка             | Калиновка (Kalinowka)                             |
| Kamjanka                   | Кам'янка              | Каменка (Kamenka)                                 |
| Kotljariwka                | Котлярівка            | Котляровка (Kotljarowka)                          |
| Krasne                     | Красне                | Красное (Krasnoje)                                |
| Kryschtschene              | Крижчене              | Крыжчено (Kryschtscheno)                          |
| Kwitkowe                   | Квіткове              | Квитковое (Kwitkowoje)                            |
| Lankowe                    | Ланкове               | Ланковое (Lankowoje)                              |
| Mohyljany                  | Могиляни              | Могиляны (Mogiljany)                              |
| Mokryj Staw                | Мокрий Став           | Мокрый Став (Mokry Staw)                          |
| Nowokasankuwate            | Новоказанкувате       | Новоказанковатое (Nowokasankowatoje)              |
| Nowomychajliwka            | Новомихайлівка        | Новомихайловка (Nowomichailowka)                  |
| Nowopoltawka               | Новополтавка          | Новополтавка                                      |
| Nyschnij Tokmak            | Нижній Токмак         | Нижний Токмак (Nischni Tokmak)                    |
| Obitotschne                | Обіточне              | Обиточное (Obitotschnoje)                         |
| Olexandriwka               | Олександрівка         | Александровка (Aleksandrowka)                     |
| Petropawliwka              | Петропавлівка         | Петропавловка (Petropawlowka)                     |
| Pirtschyne                 | Пірчине               | Пирчино (Pirtschino)                              |
| Prostore                   | Просторе              | Просторое (Prostoroje)                            |
| Rosiwka                    | Розівка               | Розовка (Rosowka)                                 |
| Saltytschija               | Салтичія              | Салтычия (Saltytschija)                           |
| Samistja                   | Замістя               | Замостье (Samostje)                               |
| Schyrokyj Jar              | Широкий Яр            | Широкий Яр (Schiroki Jar)                         |
| Selenyj Jar                | Зелений Яр            | Зелёный Яр (Seljony Jar)                          |
| Sorja                      | Зоря                  | Заря (Sarja)                                      |
| Stepowe                    | Степове               | Степовое (Stepowoje)                              |
| Stulnewe                   | Стульневе             | Стульнево (Stulnewo)                              |
| Stulnewe                   | Стульневе             | Стульнево (Stulnewo)                              |
| Tarassiwka                 | Тарасівка             | Тарасовка (Tarassowka)                            |
| Tschernihowo-Tokmatschansk | Чернігово-Токмачанськ | Чернигово-Токмачанск (Tschernigowo-Tokmatschansk) |
| Werchnij Tokmak            | Верхній Токмак        | Верхний Токмак (Werchni Tokmak)                   |
| Werchnij Tokmak Druhyj     | Верхній Токмак Другий | Верхний Токмак Второй (Werchni Tokmak Wtoroi)     |
| Werchnij Tokmak Perschyj   | Верхній Токмак Перший | Верхний Токмак Первый (Werchni Tokmak Perwy)      |
| Wladiwka                   | Владівка              | Владовка (Wladowka)                               |

## Bevölkerung
| 1806 | 1865 | 1959 | 1970 | 1979 | 1989 | 2001 | 2014 |
| ---- | ---- | ---- | ---- | ---- | ---- | ---- | ---- |
| 2078 | 2636 | 7489 | 7420 | 8253 | 8645 | 7593 | 6129 |

Quelle: 1806–1865:;
1959–2014:

## Geboren in Tschernihiwka
- Chaim Boger (1876–1963), israelischer Pädagoge und Politiker (Knesset)
- Wolodymyr Horilyj (* 1965), Fußballspieler[5]